# Ernst von Miltitz
Ernst von Miltitz (* 1495/1498 in Rabenau (Sachsen); † 18. März 1555 in Dresden) war ein kursächsischer Hofbeamter und Rittergutsbesitzer.

## Leben
Er stammte aus dem obersächsischen Geschlecht derer von Miltitz. Als Rat trat er in den Dienst des Herzogs Georg von Sachsen. Später wurde er Hofmarschall, Oberhofmeister und  Statthalter sowie 1547 Oberhauptmann des Meißnischen Kreises unter Kurfürst Moritz von Sachsen und dessen Nachfolger August von Sachsen. Als Rittergutsbesitzer besaß Ernst von Miltitz Batzdorf und Siebeneichen.